# Ноябрьск
Ноя́брьск (нен. Нюдя Пэвдей марˮ — декабрьский город) — город в Ямало-Ненецком автономном округе России, второй по численности населения город автономного округа после Нового Уренгоя, один из немногих российских региональных городов, превосходящих административный центр своего субъекта федерации как по численности населения, так и по промышленному потенциалу. История становления и развития города неразрывно связана с освоением месторождений углеводородов на юге ЯНАО и севере ХМАО — Югры.

## Этимология
Название города происходит от названия месяца ноябрь, так как первый десант строителей-железнодорожников прибыл на место будущего города в начале ноября 1976 года незадолго до годовщины Октябрьской революции. Поселение хотели также назвать по одному из близлежащих озёр — Ханто, однако «социалистическое мышление» всё же возобладало.

## Физико-географическая характеристика

### Географическое положение
Ноябрьск расположен на Западно-Сибирской равнине, в центральной части Сибирских Увалов. Занимая выгодное географическое положение у административной границы с Ханты-Мансийским автономным округом, Ноябрьск стал «южными воротами» округа.
Центральная часть города располагается в восьми километрах на северо-запад от озера Тету-Мамонтотяй, в четырёх километрах на юго-запад от озера Светлое. В пределах городской черты находится озеро Ханто. Через территорию города протекает река Нанкпёх. В 75 километрах на юго-восток от центральной части города, близ озера Тягамальто, расположен отдалённый городской микрорайон Вынгапуровский.
Город находится в природной зоне тайги, окружён многочисленными мелкими озёрами, реками и болотами.
| С-З | Надым 296 км / 783 км Муравленко 80 км / 124 км                                   | Новый Уренгой 327 км / 535 км Тарко-Сале 222 км / 351 км Губкинский 147 км / 251 км |                                                                                      | С-В |
| З   | Нягань 525 км / 889 км Москва 2251 км / 3201 км Санкт-Петербург 2366 км / 3742 км | Роза ветров                                                                         | Якутск 2698 км / 6158 км                                                             | В   |
| Ю-З | Ханты-Мансийск 414 км / 601 км Тобольск 679 км / 853 км Тюмень 862 км / 1091 км   | Когалым 115 км / 183 км Сургут 240 км / 312 км Нефтеюганск 276 км / 369 км          | Радужный 157 км / 629 км Нижневартовск 258 км / 470 км Владивосток 4186 км / 6929 км | Ю-В |

### Часовой пояс
Ноябрьск, как и весь Ямало-Ненецкий автономный округ, находится в часовой зоне МСК+2. Смещение применяемого времени относительно UTC составляет +5:00.

### Климат

Времена года
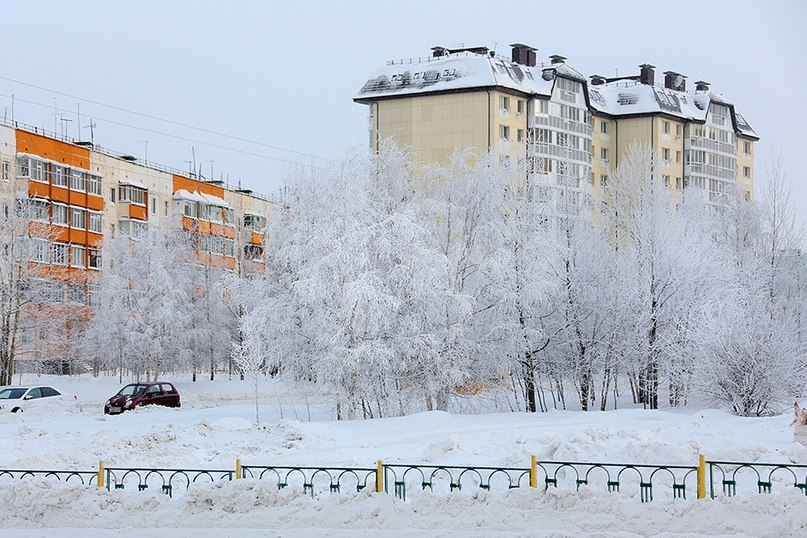
Зима
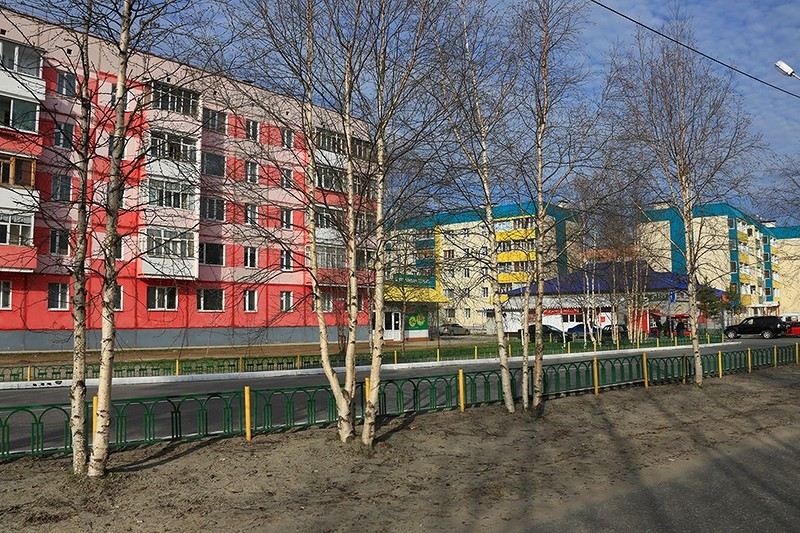
Весна
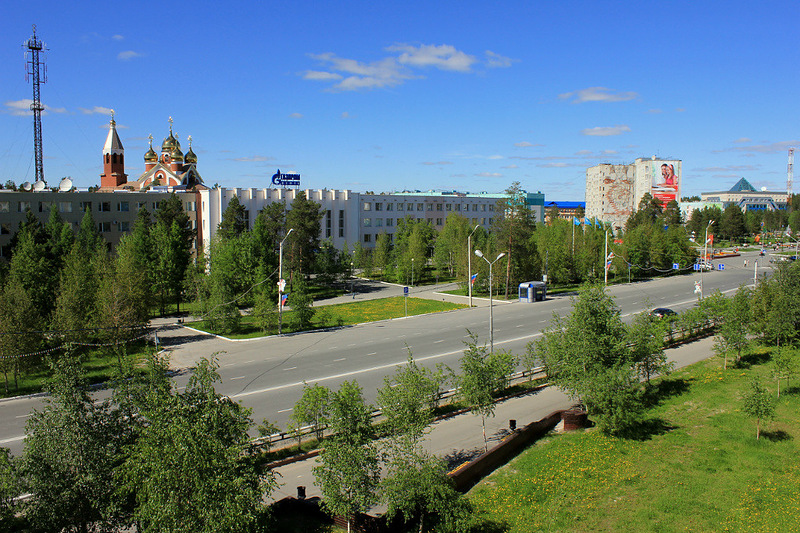
Лето
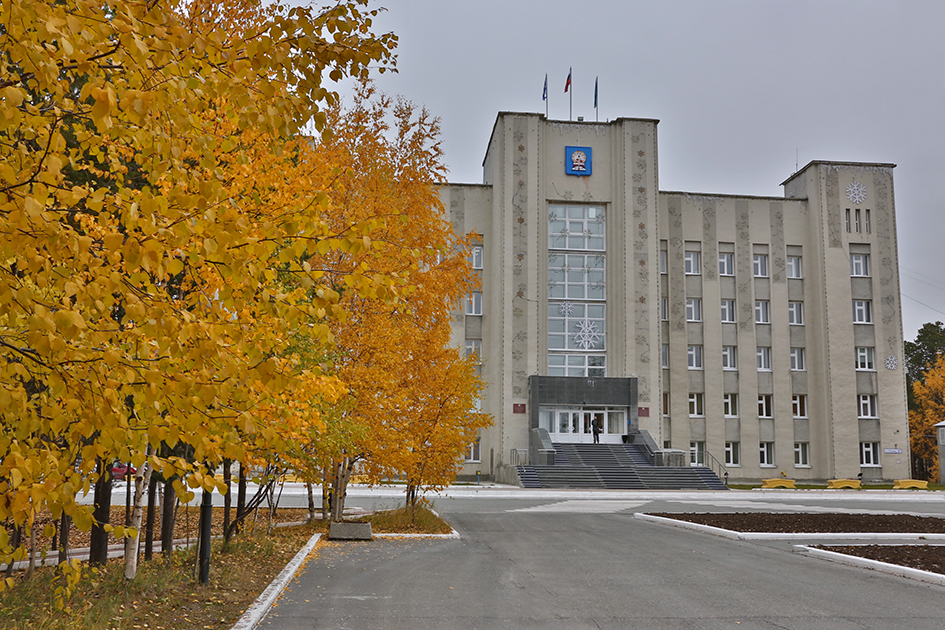
Осень

Климат Ноябрьска является переходным от субарктического к резко континентальному. Число солнечных дней в Ноябрьске колеблется в пределах 230—250 дней, а суммарное количество осадков не превышает 650 мм в год.
Зимы морозные продолжительные с холодными ветрами, длятся, как правило, с середины октября по середину апреля. Самый морозный месяц — январь. Февраль — самый сухой месяц, однако для него характерны метели.
Весна холодная и короткая, обычно длится с середины апреля по первую декаду июня.
Лето тёплое и непродолжительное, нередко в июне и июле воздух может прогреваться до +30 °C. Самый тёплый месяц — июль. Для августа характерна дождливая погода. Лето, как правило, длится по конца августа, но нередко в первые дни сентября наблюдается «бабье лето».
Осень холодная и быстротечная. Листопад завершается обычно к концу сентября, а уже к середине октября устанавливается снежный покров и наблюдается ледостав.
| Показатель                    | Янв. | Фев. | Март | Апр. | Май | Июнь | Июль | Авг. | Сен. | Окт. | Нояб. | Дек. | Год |
| ----------------------------- | ---- | ---- | ---- | ---- | --- | ---- | ---- | ---- | ---- | ---- | ----- | ---- | --- |
| Абсолютный максимум, °C       | 1    | 3    | 7    | 13   | 29  | 32   | 34   | 31   | 25   | 17   | 3     | 2    | 34  |
| Средний суточный максимум, °C | −19  | −17  | −8   | −2   | 5   | 17   | 21   | 17   | 9    | −1   | −12   | −17  | −1  |
| Средняя температура, °C       | −23  | −21  | −11  | −3   | 2   | 14   | 16   | 12   | 6    | −2   | −15   | −18  | −3  |
| Средний суточный минимум, °C  | −26  | −25  | −18  | −12  | −3  | 8    | 12   | 9    | 3    | −6   | −20   | −25  | −9  |
| Абсолютный минимум, °C        | −55  | −55  | −46  | −36  | −20 | −9   | 2    | −2   | −9   | −29  | −45   | −49  | −55 |
| Норма осадков, мм             | 31   | 29   | 34   | 42   | 47  | 72   | 71   | 87   | 63   | 68   | 42    | 37   | 623 |
| Источник: MSN Weather         |      |      |      |      |     |      |      |      |      |      |       |      |     |

- Времена года
- Зима
- Весна
- Лето
- Осень

### Растительность
Для флоры города и окружающих территорий характерны сосны, ели, лиственницы, берёзы, осины, ивы, таёжные травы, ягоды.
Ноябрьск достаточно хорошо озеленён. В городе есть Ноябрьск-парк, лесной массив которого сильно выделяется из окружающего городского ландшафта.

### Животный мир
Для фауны города характерны белки (обыкновенные и бурундуки), живущие в Ноябрьск-парке, птицы: воробьи, дятлы (острокрылые и пёстрые), во́роны, серые воро́ны, сороки, ореховки, поползни, голуби, мелкие грызуны (серая, рыжая и красно-серая полёвки). Нередко можно встретить синиц, свиристелей, снегирей, летом часто встречаются халеи, серебристые чайки, белые трясогузки, сычи. Иногда можно увидеть белых и болотных сов, полярных воробьёв, кукушек, куропаток.
Близ города нередки встречи людей с бурыми медведями, лисами, волками, песцами, оленями, лосями, гадюками.

### Экология
Экологическая обстановка в самом городе приемлемая, однако серьёзную озабоченность вызывает состояние озера Ханто.
Экологическое состояние окружающих территорий постоянно меняется: в лесах аккумулируются бытовые отходы, предприятия нефтегазовой промышленности влияют на состояние атмосферы и лесов, но прилагаются усилия по улучшению экологической обстановки.

## История

### Возникновение посёлка
Возникновение населённого пункта связано с освоением нефтегазовых месторождений юга Ямало-Ненецкого автономного округа и севера Ханты-Мансийского автономного округа. Разведочное бурение в ноябрьском регионе начато ещё в 1968 году, когда были открыты Вынгапуровское и Вынгаяхинское месторождения. В 1973 году было разведано Холмогорское месторождение, однако из-за отсутствия подъездных путей до конца 1975 года бурение на нём было временно прекращено. В 1975 году открыты Карамовское и Суторминское месторождения, а в 1976 — Новогоднее. В марте 1975 года на лёд реки Итуяха высадился первый вертолётный десант для начала промышленного освоения Холмогорского месторождения, а 5 ноября 1975 года на нём при температуре −52 °C градуса был получен фонтан безводной нефти на первой эксплуатационной скважине № 403, именно этот день считается датой основания будущего города.
В январе 1976 года посёлок Ноябрьский был обозначен на картах проектировщиков, а уже в ноябре того же года на место будущего посёлка из Ульт-Ягуна прибыл трудовой десант механизированной колонны № 15 треста «Уралстроймеханизация». Развернулось строительство железнодорожной станции Ноябрьская, расположенной на 204-м км проектируемой линии Сургут — Уренгой, аэродрома и пристанционного посёлка. Пристанционный посёлок Ноябрьский и Ноябрьский сельсовет были зарегистрированы Тюменским облисполкомом 26 октября 1977 года. В том же году началось формирование поселковой инфраструктуры: был образован Совет народных депутатов, открылась первая школа. В августе 1977 года численность населения посёлка составила 1523 человека. В начале 1978 года в Ноябрьском насчитывалось восемь улиц, работали почта, медпункт, два магазина. 20 мая 1978 года на станцию Ноябрьская прибыл первый поезд из Когалыма. В конце 1978 года началась эксплуатация Вынгапуровского газового промысла и была сдана в эксплуатацию взлётно-посадочная полоса у пристанционного посёлка. Воздушное сообщение связало Ноябрьский с Сургутом и Тарко-Сале. Однако 30 августа 1978 года Тюменским облисполкомом было решено перенести строительство будущего города в район разъезда Ханто на 213-м км железной дороги Сургут — Уренгой. В 1979 году было открыто движение на участке Сургут — Пелей.
В 1979 году Ноябрьский переименован в Ноябрьск в связи получением статуса рабочего посёлка, в том же году начали работать первая амбулатория и первая музыкальная школа. Продолжалось благоустройство посёлка и развитие инфраструктуры. В начале 1981 года построен первый капитальный пятиэтажный жилой дом, в основание фундамента которого заложена капсула с посланием комсомольцам XXI века, к концу года в посёлке насчитывалось уже более 40 тыс. квадратных метров жилья, из них 5 капитальных пятиэтажных жилых дома. Население посёлка в конце 1981 года было более 23 тыс. человек.

### Становление города
28 апреля 1982 года указом Президиума Верховного Совета РСФСР рабочий посёлок Ноябрьск Пуровского района был преобразован в город Ноябрьск окружного подчинения, в том же году был образован городской отдел народного образования и открыт первый дом культуры «Днепр». 1 января 1983 года вышел первый номер городской газеты «Северная вахта». 3 ноября 1983 года самолёт Ан-24 из Сургута совершил первый пассажирский рейс в новый аэропорт Ноябрьска. 6 января 1984 года вышел первый номер газеты «Слово нефтяника», а 24 апреля был открыт Музей трудовой славы. Численность населения к концу года составила более 55 тыс. человек. 9 мая 1985 года в торжественной обстановке был открыт мемориал Великой Отечественной войны, в том же году была построена первая теплица и открыт салон бракосочетаний. В 1985 году добыча нефти в ноябрьском регионе составила 15 942 тыс. тонн. В 1986 году ноябрьские газовики добыли миллиард голубого топлива. В апреле 1987 года по случаю пятилетия присвоения Ноябрьску статуса города впервые отпраздновали День города. В 1988 году в городе открылась вторая музыкальная школа. 31 января 1989 года учреждено первое частное предприятие — пивоваренное предприятие «Агой», а 22 марта утверждён первый герб города. В 1989 году «Ноябрьскнефтегаз» добыл рекордные 41 170 тыс. тонн нефти. В январе 1990 года на берегу Ханто открылся санаторий-профилакторий «Озёрный», а 5 сентября организован Ноябрьский нефтяной техникум. Весной 1991 года было выбрано место для строительства Храма Архистратига Божия Михаила, а 6-7 августа того же года Президент РСФСР Б. Н. Ельцин посетил Ноябрьск.

### Современность
23-24 июня 1992 года в Ноябрьске побывал вице-премьер Правительства России В. С. Черномырдин. 28 апреля 1991 года создано Ноябрьское информационное агентство «Миг». 30 марта 1997 года состоялось первое заседание Ноябрьской городской думы, в том же году был открыт Детский парк.
16 декабря 2004 года в состав города включён посёлок Вынгапуровский.
2 сентября 2012 года в честь дня города и дня работников нефтегазовой промышленности в небе над Ноябрьском состоялось шоу пилотажной группы «Русские Витязи». 28 февраля 2014 года в городе прошёл этап эстафеты огня Зимних Паралимпийских игр 2014.

## Население
| 1982     | 1986     | 1987     | 1989     | 1998     | 2000     | 2001     |
| -------- | -------- | -------- | -------- | -------- | -------- | -------- |
| 25 500   | ↗68 000  | ↗77 000  | ↗85 880  | ↗97 400  | ↘96 400  | ↗96 600  |
| 2002     | 2003     | 2004     | 2005     | 2006     | 2007     | 2008     |
| ↘96 440  | ↗97 000  | ↗98 000  | ↗106 900 | ↗108 500 | ↗109 900 | ↗110 400 |
| 2009     | 2010     | 2011     | 2012     | 2013     | 2014     | 2015     |
| ↗110 494 | ↗110 620 | ↘110 539 | ↘109 236 | ↘108 087 | ↘107 447 | ↘107 129 |
| 2016     | 2017     | 2018     | 2019     | 2020     | 2021     | 2023     |
| ↘106 631 | ↗106 879 | ↗106 930 | ↘106 135 | ↗106 911 | ↘100 188 | ↗101 235 |
| 2024     |          |          |          |          |          |          |
| ↗102 938 |          |          |          |          |          |          |

На 1 января 2025 года по численности населения город находился на 163-м месте из 1124 городов Российской Федерации.

### Основные демографические показатели
По данным администрации города:
| Год  | Количество родившихся | Количество умерших | Естественный прирост | Общий коэффициент рождаемости (на 1000) | Общий коэффициент смертности (на 1000) | Общий коэффициент естественного прироста (на 1000) | Количество прибывших | Количество выбывших | Миграционный прирост |
| ---- | --------------------- | ------------------ | -------------------- | --------------------------------------- | -------------------------------------- | -------------------------------------------------- | -------------------- | ------------------- | -------------------- |
| 2010 | 1530                  | 479                | 1051                 | 13,8                                    | 4,3                                    | 9,5                                                | н/д                  | н/д                 | -1403                |
| 2011 | ↘1439                 | ↘477               | ↘962                 | ↘13,0                                   | ↘4,3                                   | ↘8,7                                               | н/д                  | н/д                 | ↘-2346               |
| 2012 | ↗1686                 | ↗490               | ↗1196                | ↗15,4                                   | ↗4,5                                   | ↗10,9                                              | 4496                 | 6841                | ↗-2345               |
| 2013 | ↗1736                 | ↗498               | ↗1238                | ↗16,1                                   | ↗4,6                                   | ↗11,5                                              | ↗4788                | ↘6666               | ↗-1878               |
| 2014 | ↘1724                 | ↗511               | ↘1213                | ↘16,0                                   | ↗4,8                                   | ↘11,2                                              | ↗5096                | ↘6627               | ↗-1531               |
| 2015 | ↘1662                 | ↗513               | ↘1149                | ↘15,5                                   | ↗4,8                                   | ↘10,7                                              | ↘4956                | ↘6603               | ↘-1647               |
| 2016 | ↘1568                 | ↗535               | ↘1033                | ↘14,7                                   | ↗5,0                                   | ↘9,7                                               | ↗6008                | ↗6793               | ↗-785                |
| 2017 | ↘1392                 | ↘465               | ↘927                 | ↘13,0                                   | ↘4,4                                   | ↘8,6                                               | ↘5498                | ↘6374               | ↘-876                |
| 2018 | ↘1291                 | ↗497               | ↘794                 | ↘12,1                                   | ↗4,6                                   | ↘7,5                                               | ↘4821                | ↗6423               | ↘-1602               |
| 2019 | ↘1225                 | ↗512               | ↘713                 | ↘11,5                                   | ↗4,8                                   | ↘6,7                                               | ↗4985                | ↘4960               | ↗25                  |
| 2020 | ↗1297                 | ↗647               | ↘650                 | ↗12,1                                   | ↗6,1                                   | ↘6,1                                               | ↗5603                | ↘4746               | ↗857                 |

### Национальный состав населения
По данным Всероссийской переписи населения 2010 года:
| Национальность | Численность, чел. | Процентное соотношение |
| -------------- | ----------------- | ---------------------- |
| Русские        | 72 512            | 65,55 %                |
| Украинцы       | 13 589            | 12,28 %                |
| Татары         | 7416              | 6,70 %                 |
| Азербайджанцы  | 3202              | 2,89 %                 |
| Башкиры        | 2497              | 2,26 %                 |
| Белорусы       | 1686              | 1,52 %                 |
| Молдаване      | 1216              | 1,10 %                 |
| Лезгины        | 706               | 0,64 %                 |
| Чуваши         | 652               | 0,58 %                 |
| Узбеки         | 510               | 0,46 %                 |
| Таджики        | 450               | 0,41 %                 |
| Чеченцы        | 442               | 0,40 %                 |
| Киргизы        | 415               | 0,38 %                 |
| Кумыки         | 415               | 0,38 %                 |
| Другие         | 3802              | 3,44 %                 |
| Не указали     | 1110              | 1,00 %                 |
| Всего          | 110 620           | 100,00 %               |

## Статус и местное самоуправление
Ноябрьск как административно-территориальная единица ЯНАО имеет статус города окружного значения. В рамках организации местного самоуправления образует городской округ город Ноябрьск.

### Органы местного самоуправления
Структуру органов местного самоуправления города Ноябрьска составляют:
- Городская Дума муниципального образования город Ноябрьск (Городская Дума) — представительный орган;
- Глава города Ноябрьска (Глава города) — глава муниципального образования;
- Администрация города Ноябрьска (Администрация города) — исполнительно-распорядительный орган;
- Счётная палата города Ноябрьска (Счётная палата) — контрольно-счётный орган.

Главой города является Романов Алексей Викторович, председателем городской думы — Алла Умецкая.

## Официальная символика
Герб и флаг — официально утверждённые символы города.
Герб и флаг Ноябрьска представляют собой светло-синие геральдический щит и прямоугольное полотнище с изображением композиции, символизирующей буровую вышку, земной шар и северное солнце.

## Застройка

### Планировка
Жилая и общественно-деловая застройка Ноябрьска включает в себя микрорайоны, расположившиеся вокруг центральных улиц, посёлки, находящиеся на периферии, и отдалённый от остальной части города на 75 км микрорайон Вынгапуровский. Железная дорога Сургут — Новый Уренгой чётко разделяет жилую часть города и промышленную застройку, однако в некоторых местах промзоны и жилые зоны расположены близко к друг другу.
Главными городскими магистралями можно назвать проспект Мира, улицы Ленина, Советскую, Изыскателей, Энтузиастов, Шевченко и улицу Муравленко, переходящую в дорогу в аэропорт.

#### Микрорайоны
Микрорайоны составляют основу жилой и общественно-деловой зоны города. Микрорайоны наглядно характеризуют процесс развития города, как он из посёлка превращался в город. По характеру и времени застройки их можно разделить на три группы.
- Группа микрорайонов, ограниченная улицами Муравленко, Энтузиастов и Магистральной, представлена микрорайонами с преобладающей застройкой 1970-х годов. Жилой фонд в основном представлен ветхими одноэтажными домами, правда есть здесь и группы капитальных домов в микрорайонах П-2, П-5, П-6 и П-8. Общественно-деловая застройка этого района сосредоточена в микрорайонах П-3, П-11 и К-1. Несмотря на ветхость, район быстро развивается: ведётся застройка микрорайонов П-7, П-7А и П-8 современным жильём, недалеко построена Ноябрьская парогазовая электростанция.
- Группа микрорайонов с буквенными названиями представлена микрорайонами со смешанной застройкой из 2-х этажных деревянных и 2-9 этажных капитальных домов. Микрорайоны Д-1, И-2 застроены полностью капитальными домами. Общественно-деловая застройка сосредоточена в микрорайонах Ц-1, Е, К.
- Группа микрорайонов, находящаяся восточнее проспекта Мира, считается центром города. Застройка здесь полностью капитальная в 5-10 этажей, жилые микрорайоны имеют цифровое обозначение, сейчас их 8. Общественно-деловая застройка обособлена и формирует 3 микрорайона: ОГЦ-1, ОГЦ-2 и Ц-3. Именно в этих микрорайонах размещаются основные культурные, административные, спортивные здания и места отдыха.

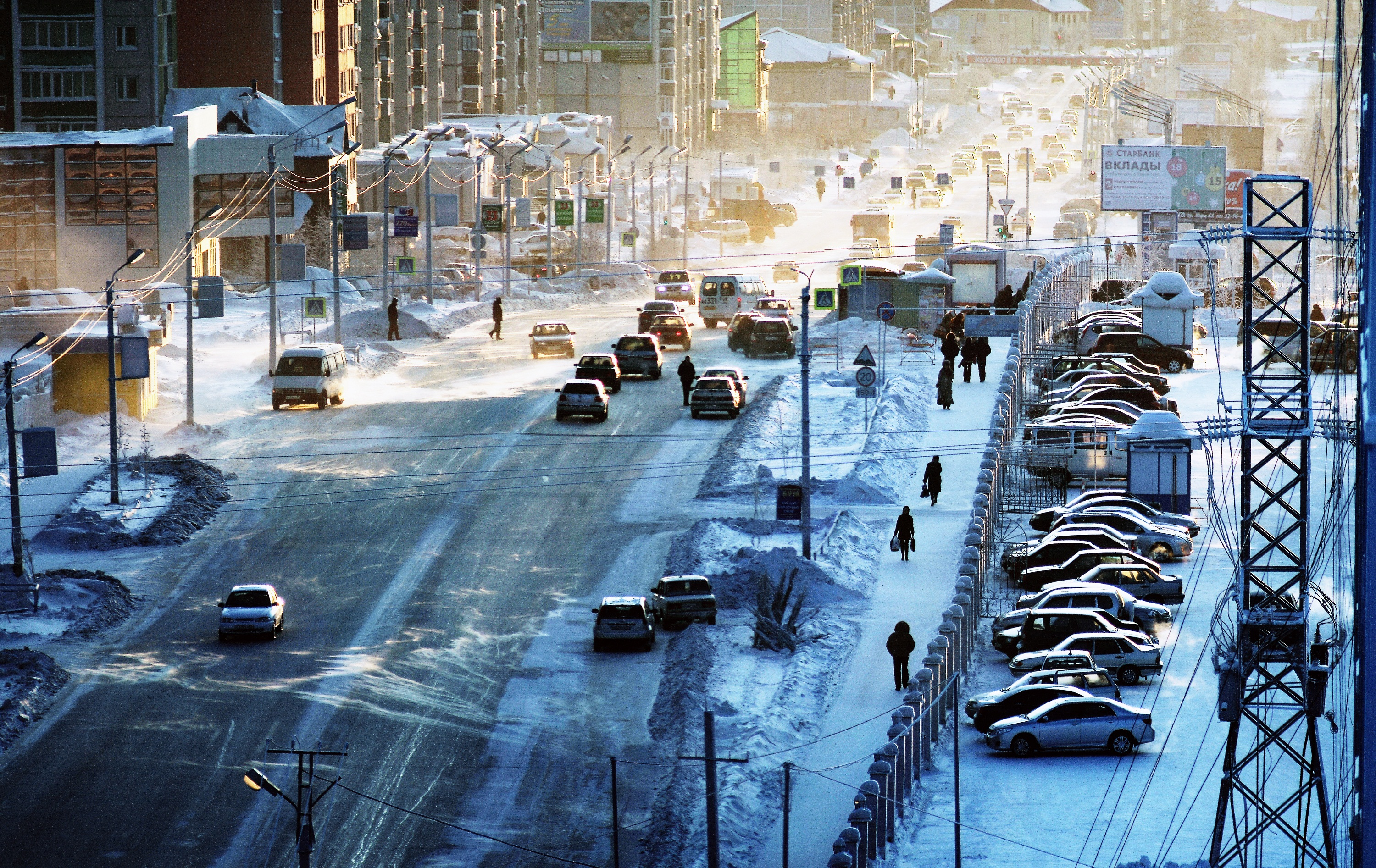
Улица Советская в январе 2010 года.

#### Посёлки
Посёлки расположены у окраины города или в некотором отдалении от его центральной части.
- Посёлок Самострой находится на окраине центральной части города. Он застроен частными жилыми домами различного исполнения, индивидуальное жилое строительство города развито именно здесь.
- Посёлок Железнодорожников дал жизнь городу, именно с него начали возводить Ноябрьск. Жилая застройка представлена домами капитального исполнения. Главным звеном этого посёлка была и остаётся железнодорожная станция Ноябрьск-1, главная станция по хранению, приёму и транспортировке грузов.
- Группа посёлков, включающая СМП-329, МК-15, МК-87 и МК-102, является наиболее старым и проблемным районом города. Жилой фонд здесь полностью представлен деревянными домиками 1970-х годов, из капитальных зданий только школа и детский сад. В скором времени эти посёлки планируют ликвидировать, а на данной территории разместить садоводческие общества.
- Посёлок Ладный расположен близ КС-1 и сельхозкомплекса «Ноябрьский». Он известен своим памятником комару. Здесь расположены частные жилые дома различного исполнения.
- Посёлок Северная Нива — группа жилых домов сотрудников сельхозкомплекса «Ноябрьский».
- Посёлок Аэропорт — три жилых дома деревянного исполнения, находится близ городского аэропорта.

#### Отдалённый микрорайон
Вынгапуровский — самый отдалённый район города, от центральной части города его отделяют 92 километра автодороги. Возникновение района связано с освоением одноимённого нефтегазового месторождения.

#### Промзоны
- Промузел Пелей
- Юго-Восточный промузел
- Промузел на станции Ноябрьск-1
- Промузел на 209 км железной дороги Сургут — Новый Уренгой
- Промузел КС-1
- Промбаза Ноябрьской парогазовой электростанции
- Промбаза наливной железнодорожной эстакады ШФЛУ
- Промзона в Вынгапуровском

## Экономика

### Промышленность

#### Нефтегазовая промышленность
С момента основания города нефтегазовая промышленность является ведущим сектором его экономики, в связи с этим промышленный потенциал Ноябрьска составляют предприятия, занимающиеся добычей, первичной переработкой и транспортировкой нефти и природного газа. Так, в 2018 году доля нефтегазовой промышленности в городском объёме отгружённых товаров собственного производства, выполненных работ и услуг составила 64 %.
Главными добывающими предприятиями города являются «Газпромнефть-Ноябрьскнефтегаз» и «Газпром добыча Ноябрьск». Газоперерабатывающая промышленность в городе представлена предприятием «СибурТюменьГаз», владеющим Вынгапуровским газоперерабатывающим заводом. В городе также действует управление магистральных газопроводов «Газпром трансгаз Сургут» и управление магистральных нефтепроводов «Транснефть-Сибирь». Кроме того, в Ноябрьске работает множество нефтегазовых сервисных компаний, среди которых дочерние структуры компаний «Римера-Сервис», «Schlumberger», «Halliburton», «Baker Hughes», «Weatherford», «Wagenborg Oilfield Services» и др.

#### Обрабатывающая промышленность
Доля обрабатывающей промышленности в городском объёме отгружённых товаров собственного производства, выполненных работ и услуг в 2018 году составила 18,3 %. Обрабатывающая промышленность представлена пищевой отраслью.
В Ноябрьске работает в общей сложности 39 цехов по производству хлеба и хлебобулочных изделий, кондитерских изделий, пищевых полуфабрикатов, кулинарной продукции и питьевой бутилированной воды.

### Сельское хозяйство
Крупнейшим производителем сельскохозяйственной продукции в городе является муниципальное предприятие — сельхозкомплекс «Ноябрьский». Предприятие производит овощи в закрытом грунте, мясо КРС и кролика, молоко и продукты его переработки.
В Ноябрьске было организовано первое в автономном округе крестьянское (фермерское) хозяйство. На ферме выращивают свиней, овец, коз, кроликов, кур и гусей, производят молоко, яйца и пищевые полуфабрикаты.

### Энергетика
Электроэнергетика Ноябрьска представлена единственным генерирующим предприятием — Ноябрьской парогазовой электростанцией. В 2018 году доля отрасли производства и распределения электроэнергии, природного газа и воды в городском объёме отгружённых товаров собственного производства, выполненных работ и услуг составила 16,2 %.

### Строительство
На конец 2014 года в городе было зарегистрировано 310 строительных предприятий. С 2012 года наблюдается значительная по сравнению с прошлыми годами активизация строительной деятельности.

#### Жилищное
Главными районами жилищного строительства в последние четыре года стали микрорайоны 8, П-7, П-7А и П-8.
| Объёмы жилищного строительства | Объёмы жилищного строительства | Объёмы жилищного строительства | Объёмы жилищного строительства |
| Вид                            | Единица измерения              | 2013                           | 2014                           |
| ------------------------------ | ------------------------------ | ------------------------------ | ------------------------------ |
| ИЖС                            | шт.                            | 8                              | ↘3                             |
| ИЖС                            | м²                             | 3056                           | ↘655                           |
| МКД                            | шт.                            | 5                              | ↗9                             |
| МКД                            | м²                             | 54 816                         | ↗81 101                        |

## Транспорт

### Железнодорожный
Основные статьи: Ноябрьск I, Ноябрьск II.
В ноябре 1976 года началось строительство железнодорожной станции Ноябрьская (ныне Ноябрьск I), расположенной на линии Сургут — Уренгой. 20 мая 1978 года на станцию прибыл первый поезд из Когалыма.
В 1979 году открыто движение до станции Пелей (ныне Ноябрьск II).
Через две железнодорожные станции города следуют пассажирские поезда дальнего следования из Нового Уренгоя в Москву, Новосибирск, Екатеринбург, Казань, Уфу, Челябинск и Оренбург. Летом следуют поезда в Волгоград, Анапу и Адлер.

### Воздушный
Основная статья: Ноябрьск (аэропорт).
Первая взлётно-посадочная полоса у пристанционного посёлка появилась ещё в 1978 году. Воздушное сообщение тогда связало Ноябрьский с Сургутом и Тарко-Сале.
3 ноября 1983 года самолёт Ан-24 из Сургута совершил первый пассажирский рейс в современный аэропорт Ноябрьска.
Городской аэропорт связан постоянным воздушным пассажирским сообщением с аэропортами Москвы, Санкт-Петербурга, Новосибирска, Екатеринбурга, Уфы, Тюмени и Салехарда. Совершаются сезонные рейсы в Самару, Краснодар, Белгород, Сочи, Анапу, Пермь.

### Городской общественный

#### Автобус
Автобусные перевозки по городу осуществляются МУП «Пассажирские перевозки». Действуют 15 муниципальных маршрутов, связывающих все районы города, в том числе и Вынгапуровский, между собой. В основном используются автобусы малого и большого классов ПАЗ-32054, ЛиАЗ-5256, ЛиАЗ-5292, МАЗ-203, МАЗ-206 и Волжанин-5270.
Стоимость проезда — 28 наличными, 26 по карте рублей, для пенсионеров проезд бесплатный. Стоимость проездного билета на месяц — 1250 рублей.
Частные компании осуществляют рейсы в Муравленко и Сургут.
В 2019 году в городе начал курсировать на 10-м маршруте «Первый Арктический» автобус. Новый автобус оснащён терминалами бесконтактной оплаты проезда и бесплaтным wi-fi/

#### Маршрутное такси
Маршрутное такси принадлежит частной компании. Действуют 4 коммерческих маршрута. Перевозки осуществляются в основном на микроавтобусах «Газель».
Стоимость проезда для всех групп населения — 28 рублей.

#### Такси
В городе насчитываются десятки служб такси. Услуги этого общественного транспорта пользуются большой популярностью.

### Трубопроводный
Непосредственно вблизи города проходит магистральный газопровод «Уренгой — Челябинск», на котором в черте города расположена крупная компрессорная станция. Весь добытый на окрестных месторождениях природный газ подаётся в этот магистральный газопровод.
В некотором удалении от города проходят магистральные нефтепроводы «Пурпе — Самотлор» и «Пурпе — Тюмень». Нефть с окрестных месторождений подаётся в эти магистральные нефтепроводы.

## Образование

### Дошкольное
Муниципальная система дошкольного образования представлена 32 образовательными учреждениями, 30 из которых являются детскими садами, а 2 — отделениями на базе средних школ. Общее число воспитанников дошкольных образовательных учреждений на 1 января 2015 года составило 6765 человек. Охват дошкольным образованием составил 81 %.

### Общее
Городская общеобразовательная сеть включает классическую и православную гимназии, 12 общеобразовательных школ и 1 специализированную (коррекционную) школу.
В Ноябрьске действует детский дом и 2 учреждения дополнительного образования детей.
Количество обучающихся составляет более 20 000 человек, педагогических работников — около 1000 человек.

### Среднее профессиональное
В Ноябрьске действует одно самостоятельное среднее специальное учебное заведение — Ноябрьский государственный колледж профессиональных и информационных технологий, а также филиал Ямальского государственного многопрофильного колледжа.

### Высшее
Город не имеет самостоятельных высших учебных заведений, высшее образование в Ноябрьске представлено филиалами вузов.
- Ноябрьский гуманитарно-экологический институт (филиал Тюменского государственного университета)
- Ноябрьский институт нефти и газа имени В. А. Городилова (филиал Тюменского индустриального университета)
- Ноябрьский филиал Московского финансово-промышленного университета «Синергия»
- Ноябрьский филиал Новосибирского государственного технического университета
- Ноябрьский филиал Томского государственного университета систем управления и радиоэлектроники

## Средства массовой информации

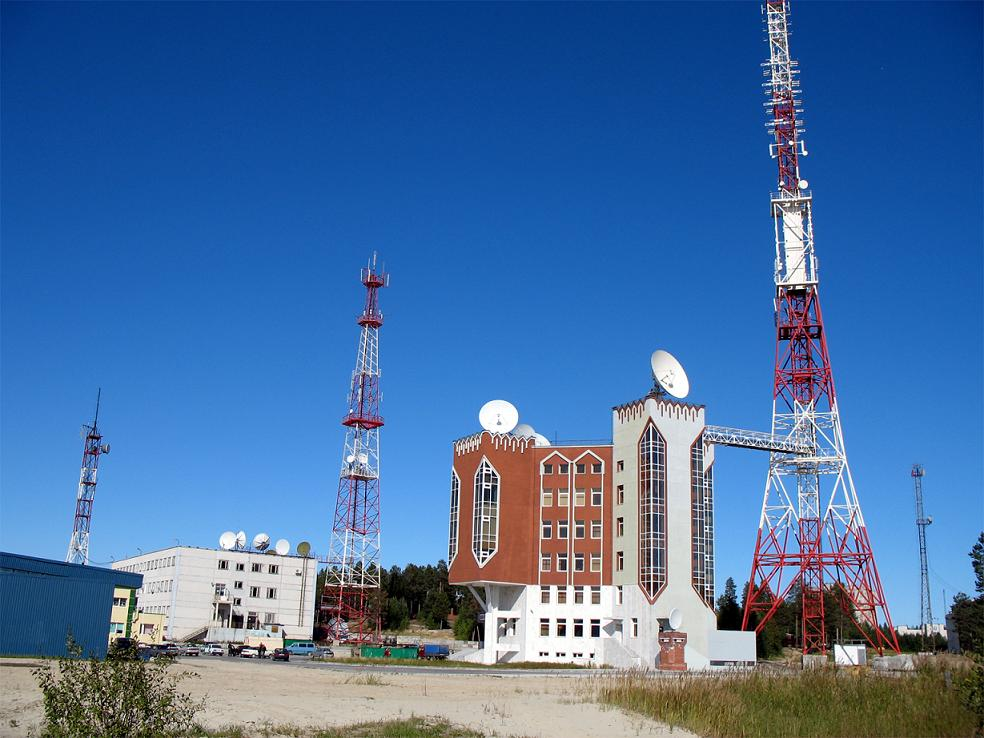
«Телепорт», городской центр телевидения и радиовещания

### Пресса
- Газета «Северная вахта»
- Интернет-журнал «Интересный Ноябрьск»
- Ноябрьское детско-юношеское информационное агентство «Кругозор»
- Журнал «Сибирские истоки»
- Информационное агентство N24.RU Архивная копия от 5 марта 2016 на Wayback Machine

## Достопримечательности

### Памятники и монументы
- Памятник комару
- Композиция «Человек читающий»: в 2009 году на территории городского «Интеллект-Центра» установили памятник «Читающая пара», а в 2012 году формирование ансамбля завершено, появились памятники: Книга, Дон Кихот, Ромео и Джульетта, Барон Мюнхаузен.
- Памятник жертвам аварии на Чернобыльской АЭС
- Памятный комплекс воинам, павшим в Великой Отечественной войне (авторы Н. С. Швец, А. П. Шпилевой, 1985 г.)
- «Вечный огонь»
- Обелиск памяти павшим в Великой Отечественной войне в Вынгапуровском
- Памятник Первопроходцам Тюменского Севера
- Площадь опалённой юности: установлена БРДМ памяти павшим при исполнении интернационального долга в Афганистане
- Памятный знак «Хлеб нашей памяти»: памятник героям Отечественной войны 1812 года, установлен в 2012 году у входа на территорию храма
- Памятник белым медведям: открыт в 2012 году на привокзальной площади станции Ноябрьск-2
- Памятник «Вечная любовь»: установлен в 2012 году на площади перед городским отделом ЗАГС
- Памятник «Ямал»: установлен в 2012 году на перекрёстке улицы Ленина и проспекта Мира. В памятнике местный скульптор (К. Никифоров) объединил главные символы северного региона.
- Памятник «Мать и дитя»: установлен в 1986 году в сквере у православной гимназии, в 2012 году произведена реставрация памятника
- Композиция в сквере Геологов, три каменных монолита установлены в честь геологов, участвовавших в изучении ноябрьского нефтегазового комплекса
- Сквер «Лукоморье»: деревянные скульптуры по мотивам русских и ненецких сказок перед ГДКиК «Русь»
- Скульптурная композиция «Вместе ради будущего»: установлена в 2013 году в сквере у центрального офиса «Газпром добыча Ноябрьск». Композиция состоит из трёх персонажей: газовика, коренного жителя и геолога — все они объединились ради будущего, ради процветания народа, города и региона.
- Памятник «Герою-пожарному»: установлен в 2014 году у здания центральной городской пожарной части. Идея принадлежит руководству ноябрьского гарнизона МЧС. Воплотили замысел местные художники Владимир Резвых, Алексей Мокеров и Валерий Чалый

### Парки и скверы
- «Ноябрьск-парк» — первый современный парк культуры и отдыха в Ямало-Ненецком автономном округе, открыт в октябре 2019 года на месте «Детского парка»[59].
- Сквер Ветеранов
- Сквер Газовиков
- Сквер Геологов
- Сквер «Лукоморье»
- Сквер «Ямал»

### Природные достопримечательности

#### Реки
- Вынгапур
- Иту-Яха

#### Озёра
- Тету-Мамонтотяй
- Ханто

## Культура
Сфера культуры в городе представлена тремя учреждениями клубного типа МБУК "КСК «Ямал», МАУК ГДКиК «Русь», МБУК ЦД «Нефтяник». В каждом из учреждений развита деятельность клубных формирований по различным направлениям: вокал, хореография, театральное искусство, оригинальный жанр, декоративно-прикладное творчество. Ежегодно учреждения культуры проводят крупномасштабные массовые мероприятия, посвящённые памятным датам, праздничным событиям. Развито в городе и фестивальное направление, ежегодно специалисты МБУК "КСК «Ямал» организуют фестиваль современного искусства «Будь Больше», фестиваль интернет культуры, национальные фестивали и фестивали детского творчества. Знаковыми для города являются фестиваль «Северное сияние» и фестиваль «Вдохновение».
В 2018 году на базе МАУК "ГДКиК «Русь» открылся первый профессиональный драматический театр в ЯНАО «Ноябрьский Городской театр» (НГТ)
Художественным руководителем театра является Лобанов Анатолий Сергеевич
В труппе театра работают приглашённые актёры из разных уголков России.
Открытие театра состоялось 18 мая 2018 года спектаклем «Станция» по пьесе А. Витера в постановке Анатолия Лобанова

## Молодёжная политика
Сфера молодёжной политики в Ноябрьске представлена четырьмя молодёжными центрами: арт-резиденция «Миксер», центр добровольчества и патриотического воспитания «Кадет», центр «Доверие» и центр туризма и отдыха. Ежегодно на базе молодёжных центров реализуются крупные флагманские события, проекты и фестивали: чемпионат по интеллектуальной игре на Кубок Губернатора ЯНАО «Битва интеллектов», событийное мероприятие «Авка», патриотические игры «Рубежок», вечер юмора «Безопасный смех» и другие. 08 ноября 2022 года управление по делам семьи и молодёжи Администрации города Ноябрьска переименовано в управление молодёжной политики и туризма.

## Города-побратимы
- Коростень, Украина (1999—2022)

### Комментарии
1. ↑  Указана суммарная площадь земель населённых пунктов, включающая в себя площадь собственно города Ноябрьска (32,3 км²), удалённых микрорайонов Вынгапуровский (4,87 км²) и Железнодорожников (0,31 км²). Площадь же всего муниципального образования, включающая земли иных категорий, составляет 189,05 км².
2. ↑  В России всего в четырёх субъектах федерации административные центры не являются крупнейшими по населению населёнными пунктами региона. Это Вологодская область (Череповец больше Вологды), Ханты-Мансийский автономный округ (Сургут, Нижневартовск и Нефтеюганск больше Ханты-Мансийска), Ямало-Ненецкий автономный округ (Новый Уренгой и Ноябрьск больше Салехарда) и республика Ингушетия (города Назрань, Сунжа, Карабулак и Малгобек, а также некоторые сельские населённые пункты больше Магаса).